# Bataille d'Achir (1016)
Guerre hammadide-ziride
La Bataille d'Achir a eu lieu en juin 1016 entre l'armée Ziride d'Al-Muizz ben Badis, l'émir de ifriqiya, et l'armée Hammadide sous le commandement de l'émir Hammad ibn Bologhine,. Cette bataille fut une victoire décisive des Hammadides et a abouti à la division des anciens domaines zirides en deux émirats indépendants,,. Elle eut lieu près de la cité médiévale d'Achir située à une altitude de 1 280 m, dans les monts du Titteri, dans l'actuelle commune algérienne de Kef Lakhdar (wilaya de Médéa).

## Contexte
En assiégeant la ville de Kalâa des Béni Hammad, l'émir Ziride Badis ben Mansur mourut de rétention urinaire,. Au début, Habib ibn Abi Sa'id, Badis ibn Hammama et Ayyub ibn Yatuft, qui étaient les généraux les plus haut gradés de l'émir Badis, voulaient garder secrète la mort de ce dernier,. Cependant, dans la matinée, la nouvelle de la mort de Badis est arrivée de M'sila, et ses habitants ont fermé leurs portes et escaladé sur les murs de la Kalâa. À ce stade, les trois commandants ont soutenu l’allégeance à karama. Lorsque les esclaves de Badis et leurs compagnons virent cela, ils s'y opposèrent. Les trois dirigeants leur dirent : « Nous avons proposé Karama pour protéger les hommes et sauvegarder la richesse jusqu'à ce qu'elle puisse être livrée à son propriétaire légitime, Al-Muizz fils de notre maître Nasir al-Dawla,. » Ensuite tout le monde s'est mis d'accord sur le départ de Karama vers Achir pour rassembler les tribus Sanhaja et Talkata et retourner avec elles à M'sila,. Le jour de l'Aïd al-Adha, l'armée ziride a levé le siège et est retournée vers l'Ifriqiya. Dès qu'ils quittèrent la Kalâa, Hammad marcha rapidement vers Achir avec 1 500 hommes,,

## Déroulement
Il convient de mentionner que Al-Muizz ibn Badis ibn Al-Mansur a envoyé son oncle Karama ibn Al-Mansur ibn Bologhine à Achir, le 4 mai 1016, pour recruter des soldats sanhaja et retourna avec eux à Al-Muhammadiya (M'Sila),. Il leur donna 100 000 dinars du trésor, et ils le rejoignirent. Alors que karama était à Achir avec les soldats Sanhaja et Talkata, Hammad ibn Bologhine s'approcha de lui avec 1 500 cavaliers. Karama s'avança avec 7 000 combattants. Ils se sont rencontrés et se sont battus férocement, et certains des compagnons de Karama se sont retirés dans le trésor, l'ont pillé et se sont enfuis, entraînant une défaite pour lui et ses compagnons,. Il se retira ensuite dans la ville d'Achir, où son juge et des habitants notables lui conseillèrent de rester et d'empêcher Hammad d'entrer. Il l'a fait. Hammad les assiégea et demanda une rencontre avec Karama. Lorsque ce dernier sortit vers lui, Hammad lui donna 3 000 dinars d'or et lui permit de se rendre à Al-Muizz,,.

## Conséquences
Karama ibn Al-Mansur ben Bologhin est arrivé en Ifriqiya (Tunisie) le mercredi 28 juin 1016,. Al-Muizz l'a reçu chaleureusement et l'a honoré, en le nommant à ses côtés pour l'aider à gérer les affaires de l'État,. Quant à Hammad, il entra à Achir et tua un grand nombre d'alliés zirides, mais il ne put capturer les soldats qui avaient pillé le trésor de Karama. Hammad avait conquis Achir. Al-Muizz ben Badis dès qu'il commence son règne,il organise une campagne militaire contre Hammad, qui était sur le point de s'emparer du Maghreb central. Un an après le retour de Karama en Ifriqiya, probablement le jeudi 18 janvier 1017, l'émir, accompagné de ses soldats, s'installe à Raqqada, où il organise la campagne et distribue les attributions aux troupes. Il part le 31 juillet 1017, laissant l'Ifriqiya aux mains de son adjoint, Muhammad ibn Hassan. A cette époque, Hammad avait déjà réoccupé M'sila et assiégé Baghaï. Cependant, lorsqu'Al-Muizz s'est approché, il a levé le siège,,.